# Siete gritos en el mar (película)
Siete gritos en el mar es una película en blanco y negro de Argentina dirigida por Enrique Carreras sobre el guion de Alejandro Casona basado en su obra teatral homónima que se estrenó el 7 de julio de 1954 y que tuvo como protagonistas a Elisa Christian Galvé, Santiago Gómez Cou, Esteban Serrador y George Rigaud.

## Sinopsis
Siete pasajeros que se encuentran a bordo de un barco a punto de chocar con un buque de guerra enemigo confesarán sus más terribles secretos.

## Reparto
- Elisa Christian Galvé
- Santiago Gómez Cou
- Esteban Serrador
- George Rigaud
- Ana María Campoy
- Ricardo Galache
- Bernardo Perrone
- Guillermo Battaglia
- Oscar Rovito
- Blanca Tapia
- Iván Grondona
- Héctor Armendáriz
- Inés Murray
- Noemí Laserre
- Raúl Gilda
- Mario Zepegno
- Manuel Alcón
- Oscar Villa

## Comentarios
Manrupe y Portela escriben sobre el filme:

”Teatral, sin demasiados hallazgos, pobres enfrentados a ricos, con algunos toques de cine catástrofe, y un…al final todo fue un sueño demasiado apurado.”